# Älvkarleby församling
Älvkarleby församling var en församling i Uppsala stift och i Älvkarleby kommun i Uppsala län. Församlingen uppgick 2006 i Älvkarleby-Skutskärs församling.

## Administrativ historik
Församlingen har medeltida ursprung. Den 1 maj 1909 utbröts Skutskärs församling. 
Församlingen var till 1642 annexförsamling i pastoratet Tierp och Älvkarleby, för att därefter till 1 maj 1909 utgöra ett eget pastorat. Efter utbrytningen av Skutskärs församling ingick denna i pastorat med Älvkarleby församling, där Älvkarleby var moderförsamling till 1962 sedan annexförsamling. Församlingen uppgick 2006 i Älvkarleby-Skutskärs församling.

## Areal
Älvkarleby församling omfattade den 1 november 1975 (enligt indelningen 1 januari 1976) en areal av 218,6 kvadratkilometer, varav 193,7 kvadratkilometer land.

## Kyrkoherdar
| Ämbetstid | Namn                      | Levnadstid | Övrigt                                                                     |
| --------- | ------------------------- | ---------- | -------------------------------------------------------------------------- |
| 1641–1653 | Lars Lemnius              | –1653      |                                                                            |
| 1654–1674 | Olaus Martini Hedsinius   | –1676      |                                                                            |
| 1676–1677 | Johan Martini Svinfoot    | –1677      |                                                                            |
| 1677–1679 | Olaus Aurivillius         | –1679      |                                                                            |
| 1679      | Johan Olai Kanik          | 1639–      |                                                                            |
| 1681–1682 | Jonas Olai Gafvelström    | –1682      |                                                                            |
| 1683–1687 | Lars Hamming              | –1687      |                                                                            |
| 1688–1706 | Andreas Bockius           | –1706      |                                                                            |
| 1707–1724 | Johannes Guthrie          | 1662–1724  | Kontraktsprost. Senare kyrkoherde i Ulrika Eleonora församling, Stockholm. |
| 1715–1733 | Eric Anagrius             | 1660–1733  |                                                                            |
| 1734–1741 | Carl Printz               | 1689–1741  |                                                                            |
| 1742–1743 | Eric Brunnelius           | 1701–1747  | 1732 rektor för Ulrica Elenora (Kungsholms) skola                          |
| 1744–1761 | Erik Rhen                 | 1704–1765  | Senare kyrkoherde i Piteå församling.                                      |
| 1762–1769 | Nils Hiller               | 1703–1769  |                                                                            |
| 1771–1788 | Johan Peter Bremer        | 1724–1788  |                                                                            |
| 1789–1798 | Lars Adolph Hvasser       | 1744–1824  | Senare kyrkoherde i Romfartuna församling.                                 |
| 1809–1821 | Olof Segerquist           |            | Senare kyrkoherde i Håtuna församling.                                     |
| 1822–1824 | Olof Forssell             | 1782–1824  |                                                                            |
| 1825–1832 | Per Regnell               |            | Senare kyrkoherde i Ekeby församling.                                      |
| 1833–     | Gustaf Eduard Rhén        | 1795–1865  |                                                                            |
| 1867–1882 | Karsl Kristofer Thedenius | 1806–1882  |                                                                            |
| 1885–     | Nils Johan Mohlin         | 1840–      |                                                                            |

### Komministrar
| Ämbetstid | Namn                  | Levnadstid | Övrigt                                    |
| --------- | --------------------- | ---------- | ----------------------------------------- |
| –1641     | Lars Lemnius          | –1653      | Senare kyrkoherde i församlingen.         |
| 1678–1684 | Petrus Olai Hedsinius |            | Senare kyrkoherde i Vendels församling.   |
| –1696     | Johan Lithovius       | –1696      |                                           |
| 1697–1715 | Eric Anagrius         | 1660–1733  | Senare kyrkoherde i församlingen.         |
| 1715–1724 | Andreas Ömark         | –1724      |                                           |
| 1725–1737 | Lars Edin             |            | Senare kyrkoherde i Tierps församling.    |
| 1738–1772 | Petrus Hedengren      | 1700–1772  |                                           |
| 1772–1794 | Johan Niclas Örnmark  |            | Senare kyrkoherde i Östervåla församling. |
| 1795–1810 | Eric Tollin           | 1751–1810  |                                           |
| 1811–1818 | Nils Walldén          |            | Senare kyrkoherde i Arbrå församling.     |
| 1819–1829 | Johan Sundström       |            | Senare kyrkoherde i Fittja församling.    |
| 1829–1840 | Anders Fernander      |            | Senare kyrkoherde i Teda församling.      |
| 1841–     | Jonas Offrell         | 1803–      |                                           |
| 1848–1857 | Per Hedenborg         | 1808–1857  |                                           |
| 1861–     | Erik Benjamin Westman | 1815–      |                                           |

## Kyrkor
- Älvkarleby kyrka